# Берег Леопольда и Астрид
Бе́рег Леопо́льда и А́стрид (англ. Leopold and Astrid Coast) — часть побережья Земли Принцессы Елизаветы в Восточной Антарктиде между 81° и 87,5° восточной долготы.
Берег Леопольда и Астрид представляет собой край материкового ледникового покрова, поверхность которого круто спускается к Западному шельфовому леднику. Берег был открыт в январе 1934 года норвежской экспедицией Ларса Кристенсена и назван в честь короля и королевы Бельгии.